# براديس فالي
براديس فالي (بالإنجليزية: Paradise Valley, Arizona)‏ هي مدينة تقع في مقاطعة ماريكوبا، أريزونا بولاية أريزونا في الولايات المتحدة. تبلغ مساحة هذه المدينة 40.1 (كم²)، وترتفع عن سطح البحر 409 م، بلغ عدد سكانها 14921 نسمة في عام 2007 حسب إحصاء مكتب تعداد الولايات المتحدة وتصل الكثافة السكانية فيها 363 نسمة/كم2.

## التركيبة السكانية
حدّد مكتب تعداد الولايات المتحدة بيانات التركيبة السكانية لبراديس فالي في تعداد الولايات المتحدة. في ما يلي، التركيبة السكانية حسب تعدادي 2000 و2010.

### تعداد عام 2000
بلغ عدد سكان براديس فالي 13,664 نسمة بحسب تعداد عام 2000، وبلغ عدد الأسر 5,034 أسرة وعدد العائلات 4,163 عائلة مقيمة في البلدة. في حين سجلت الكثافة السكانية 342.2 نسمة لكل كيلومتر مربع (886.3/ميل2). وبلغ عدد الوحدات السكنية 5,499 وحدة بمتوسط كثافة قدره 137.7 لكل كيلومتر مربع (356.6/ميل2).
وتوزع التركيب العرقي للبلدة بنسبة 95.60% من البيض و0.73% من الأمريكيين الأفارقة و0.20% من الأمريكيين الأصليين و2.02% من الأمريكيين ذوي الأصول الآسيوية و0.04% من سكان جزر المحيط الهادئ و0.40% من الأعراق الأخرى و1.02% من عرقين مختلطين أو أكثر و2.66% من الهسبانيون أو اللاتينيون من أي عرق.
بلغ عدد الأسر 5,034 أسرة كانت نسبة 34.3% منها لديها أطفال تحت سن الثامنة عشر تعيش معهم، وبلغت نسبة الأزواج القاطنين مع بعضهم البعض 76.1% من أصل المجموع الكلي للأسر، ونسبة 4.3% من الأسر كان لديها معيلات من الإناث دون وجود شريك، بينما كانت نسبة 2.3% من الأسر لديها معيلون من الذكور دون وجود شريكة وكانت نسبة 17.3% من غير العائلات. تألفت نسبة 13.6% من أصل جميع الأسر من عدة أفراد يعيشون في نفس المنزل ونسبة 6.9% كانت تتألف من شخص يعيش بمفرده يبلغ من العمر 65 عاماً أو أكثر. وبلغ متوسط حجم الأسرة المعيشية 2.71، أما متوسط حجم العائلات فبلغ 2.98.
بلغ العمر الوسطي للسكان 46.3 عاماً. وكانت نسبة 24.9% من القاطنين تحت سن الثامنة عشر، وكانت نسبة 4% بين الثامنة عشر والرابعة والعشرين عاماً، ونسبة 18.8% كانت واقعةً في الفئة العمرية ما بين الخامسة والعشرين والرابعة والأربعين عاماً، ونسبة 35.9% كانت ما بين الخامسة والأربعين والرابعة والستين، ونسبة 16.3% كانت ضمن فئة الخامسة والستين عاماً فما فوق. يوجد لكل 100 أنثى 98.8 ذكر، ويوجد لكل 100 أنثى في الثامنة عشر من عمرها فما فوق 96.2 ذكر.
بلغ متوسط دخل الأسرة في البلدة 150,228 دولارًا، أما متوسط دخل العائلة فبلغ 164,811 دولارًا. وكان متوسط دخل الذكور 100,001 دولارًا مقابل 52,302 دولارًا للإناث. وسجل دخل الفرد الخاص بالبلدة 81,290 دولارًا. وكانت نسبة 1.9% من العائلات ونسبة 2.5% من السكان تحت خط الفقر، وكان من هؤلاء نسبة 1.5% تحت سن الثامنة عشر ونسبة 2.8% في الخامسة والستين من العمر وما فوق.

### تعداد عام 2010
بلغ عدد سكان براديس فالي 12,820 نسمة بحسب تعداد عام 2010، وبلغ عدد الأسر 4,860 أسرة وعدد العائلات 3,972 عائلة مقيمة في البلدة. في حين سجلت الكثافة السكانية 321.1 نسمة لكل كيلومتر مربع (831.6/ميل2). وبلغ عدد الوحدات السكنية 5,643 وحدة بمتوسط كثافة قدره 141.3 لكل كيلومتر مربع (366.0/ميل2).
وتوزع التركيب العرقي للبلدة بنسبة 92.55% من البيض و0.67% من الأمريكيين الأفارقة و0.22% من الأمريكيين الأصليين و4.04% من الأمريكيين ذوي الأصول الآسيوية و0.05% من سكان جزر المحيط الهادئ و0.71% من الأعراق الأخرى و1.76% من عرقين مختلطين أو أكثر و3.74% من الهسبانيون أو اللاتينيون من أي عرق.
بلغ عدد الأسر 4,860 أسرة كانت نسبة 30.6% منها لديها أطفال تحت سن الثامنة عشر تعيش معهم، وبلغت نسبة الأزواج القاطنين مع بعضهم البعض 74.2% من أصل المجموع الكلي للأسر، ونسبة 4.7% من الأسر كان لديها معيلات من الإناث دون وجود شريك، بينما كانت نسبة 2.8% من الأسر لديها معيلون من الذكور دون وجود شريكة وكانت نسبة 18.3% من غير العائلات. تألفت نسبة 14.6% من أصل جميع الأسر من عدة أفراد يعيشون في نفس المنزل ونسبة 8.2% كانت تتألف من شخص يعيش بمفرده يبلغ من العمر 65 عاماً أو أكثر. وبلغ متوسط حجم الأسرة المعيشية 2.63، أما متوسط حجم العائلات فبلغ 2.91.
بلغ العمر الوسطي للسكان 51.0 عاماً. وكانت نسبة 22.4% من القاطنين تحت سن الثامنة عشر، وكانت نسبة 5.1% بين الثامنة عشر والرابعة والعشرين عاماً، ونسبة 12.1% كانت واقعةً في الفئة العمرية ما بين الخامسة والعشرين والرابعة والأربعين عاماً، ونسبة 37.8% كانت ما بين الخامسة والأربعين والرابعة والستين، ونسبة 22.6% كانت ضمن فئة الخامسة والستين عاماً فما فوق. وتوزع التركيب الجنسي للسكان بنسبة 49.7% ذكور و50.3% إناث.

## أعلام
- إرسكين كالدويل
- بروس هالي
- ستيف بوش
- تشارلز بروير
- بيلي غراهام

## وصلات خارجية
- http://www.ci.paradise-valley.az.us/